# HSMI

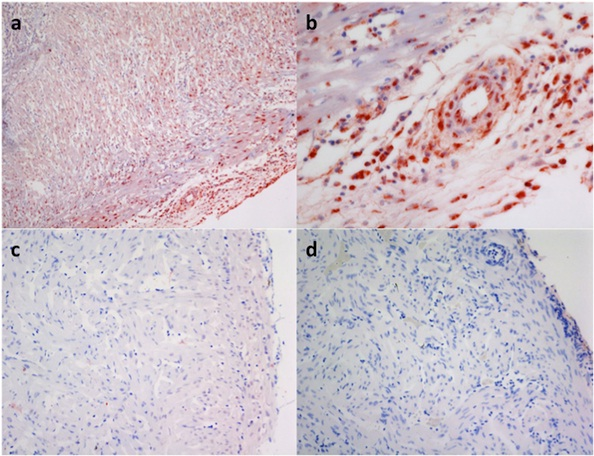
Coração de um peixe infectado (10×); (b) Coração de um peixe infectado (40×); (c) Coração de um peixe não infectado (40×); (d) Coração de um peixe infectado com SPDV (salmon pancreas disease virus).

HSMI (do inglês: Heart and skeletal muscle inflammation) é uma doença infecciosa que afecta a espécie de salmão Salmo salar, nomeadamente em pisciculturas mas também peixes em meio selvagem na proximidade destas. Frequentemente fatal, a doença foi primeiro identificada numa piscicultura na Noruega, em 1999. Actualmente, com o aumento da sua incidência, é uma potencial ameaça para a indústria de piscicultura na Noruega.
Existe evidência que a doença está associada à infecção por parte de um reovírus, denominado PRV (piscine reovirus).
A doença tem um elevado potencial de transmissão.
A doença provoca a inflamação de células no coração e posteriormente a sua morte. Ataca, numa primeira fase as células de alinhamento dos vasos sanguíneos da camada compacta de músculo cardíaco e a parte externa de epicárdio e parte interna de endocárdio. Posteriormente o próprio músculo cardíaco fica também inflamado. A partir de determinada altura a doença propaga-se para os músculos esqueléticos, para o fígado, provocando também uma alteração na circulação do sangue em múltiplos órgãos.